# Dora De Haseleer
Dora De Haseleer (14 februari 2000) is een Belgisch bobsleester en atlete.

## Levensloop
Op haar achtste begon ze met atletiek bij OEH uit Huizingen. Ze is gespecialiseerd in de 60, 100 en 200 meter.
In 2023 behaalde ze samen met Kelly Van Petegem brons in de tweemansbob op de wereldkampioenschappen U23 in het Duitse Winterberg. In februari 2024 behaalde het duo een 7e plek op de wereldbeker-mache in het Duitse Altenberg.
Ze is afkomstig uit Heikruis en studeert sport- en bewegingswetenschappen aan de KU Leuven. Ook is ze lokaal politiek actief bij LvB te Pepingen. Aldaar zetelt ze als raadslid in het Bijzonder Comité voor de Sociale Bijstand.